# Coppa Agostoni 2016
La Coppa Agostoni 2016, settantesima edizione della corsa e valevole come evento dell'UCI Europe Tour 2016 e della Coppa Italia 2016 categoria 1.1, si svolse il 15 settembre 2016 su un percorso di 199 km. La vittoria fu appannaggio dell'italiano Sonny Colbrelli, che completò il percorso in 5h05'57", precedendo i connazionali Diego Ulissi e Francesco Gavazzi.
Sul traguardo di Lissone 46 ciclisti, su 179 partenti dalla medesima località, portarono a termine la competizione.

## Squadre e corrdidori partecipanti
| N.      | Cod. | Squadra                     |
| ------- | ---- | --------------------------- |
| 1-8     | CCC  | CCC Sprandi Polkowice       |
| 11-18   | ITA  | Italia                      |
| 21-28   | LAM  | Lampre-Merida               |
| 31-38   | AST  | Astana Pro Team             |
| 41-48   | BAR  | Bardiani CSF                |
| 51-58   | STH  | Wilier Triestina-Southeast  |
| 61-68   | AND  | Androni Giocattoli-Sidermec |
| 71-78   | CJR  | Caja Rural-Seguros RGA      |
| 81-88   | GAZ  | Gazprom-RusVelo             |
| 91-98   | NIP  | Nippo-Vini Fantini          |
| 101-108 | FVC  | Fortuneo-Vital Concept      |
| 111-118 | TNN  | Team Novo Nordisk           |

| N.      | Cod. | Squadra                    |
| ------- | ---- | -------------------------- |
| 121-128 | ROT  | Team Roth                  |
| 131-137 | UNI  | Unieuro Wilier             |
| 141-148 | AZT  | d'Amico Bottecchia         |
| 151-158 | GME  | GM Europa Ovini            |
| 161-168 | NMG  | Norda-MG.K Vis             |
| 181-187 | DDC  | Dimension Data for Qhubeka |
| 191-198 | MKT  | Meridiana Kamen Team       |
| 201-207 | TIR  | Tirol Cycling Team         |
| 211-218 | KLS  | Kolss-BDC Team             |
| 221-228 | PVC  | Parkhotel Valkenburg CT    |
| 231-238 | AMO  | Amore & Vita-Selle SMP     |

## Ordine d'arrivo (Top 10)
| Pos. | Corridore         | Squadra       | Tempo    |
| ---- | ----------------- | ------------- | -------- |
| 1    | Sonny Colbrelli   | Bardiani CSF  | 5h05'57" |
| 2    | Diego Ulissi      | Lampre-Merida | s.t.     |
| 3    | Francesco Gavazzi | Androni       | s.t.     |
| 4    | Giovanni Visconti | Italia        | s.t.     |
| 5    | Grega Bole        | Nippo         | s.t.     |
| 6    | Yonder Godoy      | Wilier        | s.t.     |
| 7    | Andrea Fedi       | Wilier        | s.t.     |
| 8    | Marco Tizza       | d'Amico       | s.t.     |
| 9    | Matteo Busato     | Wilier        | s.t.     |
| 10   | Jonathan Lastra   | Caja Rural    | s.t.     |